# Franz Vranitzky
Franz Vranitzky (4 de outubro de 1937) foi um Chanceler da Áustria. É associado ao Partido Social Democrata da Áustria. Ocupou o cargo de chanceler, de 1986 a 1997.

## Como chanceler federal
Vranitzky foi nomeado Chanceler Federal após o acordo de governo entre seu partido e o Partido da Liberdade austríaco (Freiheitliche Partei Österreichs, FPÖ). Assim, o primeiro Gabinete Vranitzky foi formado. No entanto, em 13 de setembro do mesmo ano, o radical Jörg Haider foi eleito líder do FPÖ para substituir o moderado Norbert Steger. Vranitzky cancelou a coalizão em 14 de setembro e dissolveu o Conselho Nacional (Nationalrat).
Após as eleições de 23 de novembro de 1986, o SPÖ permaneceu o partido mais forte na câmara e Vranitzky formou uma nova coalizão, desta vez com o Partido do Povo Austríaco (Österreichische Volkspartei, ÖVP) como parceiro (segundo Gabinete Vranitzky). Alois Mock do ÖVP serviu como vice-chanceler. Em 1988 Vranitzky sucedeu Fred Sinowatz como presidente federal do SPÖ.
Na política externa, ele lidou com a longa discussão sobre o passado nazista do presidente federal Kurt Waldheim e enfrentou o isolamento internacional causado pela Áustria. Assim, também assumiu as tarefas de representação no exterior que cabiam aos presidentes federais. Conseguiu normalizar as relações com os Estados Unidos, que em abril de 1987 incluíram Waldheim em sua “lista de vigilância”, e com Israel, que retirou seu embaixador após a eleição de Waldheim. 
Na política interna, manteve distância de Jörg Haider, com quem quase não tinha contato.

Em 8 de julho de 1991, ele proferiu um importante discurso ao Conselho Nacional, que não só minimizou o argumento, até agora mesmo do ponto de vista oficial, de que a Áustria foi a primeira vítima do expansionismo da Alemanha nazista, mas também reconheceu o cumplicidade dos austríacos na Segunda Guerra Mundial, com as seguintes palavras:
Há uma corresponsabilidade no sofrimento que, não a Áustria como Estado, mas os cidadãos deste país, levou a outras pessoas e povos. Reconhecemos todos os fatos de nossa história e os fatos de todas as partes de nosso povo, tanto os bons quanto os maus; E assim como reivindicamos os mocinhos como nossos, devemos nos desculpar pelos vilões - os sobreviventes e os descendentes das vítimas.
Os pontos conflitantes em sua política externa foram, especialmente após o colapso do Bloco de Leste, a intensificação dos contatos com os países do Leste Europeu e a preparação e execução da entrada da Áustria na União Européia, para a qual trabalhou em estreita colaboração com o então Ministro das Relações Exteriores e o vice-chanceler Alois Mock. Após o referendo de dezembro a junho de 1994, em que 66,64% da população votou a favor da entrada no país, este ocorreu em 1º de janeiro de 1995.
Depois que o governo de coalizão (quarto gabinete Vranitzky) quebrou no final de 1995, novas eleições foram realizadas. Novamente, o SPÖ foi o partido mais votado. Em março de 1996, o quinto gabinete Vranitzky foi formado, uma nova coalizão de governo com o ÖVP sob a liderança de Wolfgang Schüssel, que já havia participado de governos de coalizão anteriores como ministro da economia (desde 1989) e como vice-chanceler e ministro do exterior (desde maio 1995).
Em janeiro de 1997, Vranitzky renunciou ao cargo de chanceler federal e presidente federal de seu partido. Seu sucessor em ambas as posições foi Viktor Klima. 